# Траса 507 штату Огайо
Державний маршрут 507 (SR 507) — це короткий державний маршрут зі сходу на захід у західному Огайо, розташований повністю в північній частині округу Шампейн. Західна кінцева точка SR 507 знаходиться на трасі США 68 (US 68) за одну милю (1,6 км) на південь від Вест-Ліберті. Східна кінцева станція знаходиться на SR 245 біля печер Огайо, приблизно в чотирьох милях (6,4 км) на південний схід від Вест-Ліберті.

## Опис маршруту
Т-подібне перехрестя з US 68 у містечку Салем, розташоване приблизно за півмилі (0,80 км) на південь від кордону між округами Шампейн і Логан та за милю (1,6 км) на південь від Західної Ліберті, є початковою точкою SR 507. Прямуючи на схід звідти, цей державний маршрут ненадовго повертає на північний схід, а потім продовжує свій шлях на схід через фермерські господарства. Пройшовши перехрестя з дорогою МакКлейн, SR 507 повертає на південний схід. На дорозі округу Шампейн 223 SR 507 повертає на північний схід і продовжує рух у цьому напрямку до перехрестя з SR 245 біля печер Огайо, де шосе закінчується. Проїжджа частина, що продовжується за межами SR 245 після закінчення SR 507, — це дорога Маунт-Табор.

## Історія
Маршрут SR 507 був вперше визначений у 1937 році вздовж траси, яку він займає зараз. За ці роки мало що змінилося на маршруті SR 507, окрім того, що маршрут, на який він виходить на східній кінцевій станції, був позначений як SR 275, коли SR 507 тільки з'явився на світ. Пізніше SR 275 буде перейменовано на SR 245.